# União dos Bairros
União dos Bairros é uma escola de samba de Cabo Frio, foi fundada em 17 de fevereiro de 2012, suas cores são o verde e o rosa.

## Segmentos

### Presidentes
| Nome                     | Mandato        | Ref.  |
| ------------------------ | -------------- | ----- |
| Jacielmo Moreira Martins | ? - atualidade | [ 1 ] |

### Diretores
| Ano  | Diretor de Carnaval | Diretor geral de harmonia | Mestre de bateria | Ref.  |
| ---- | ------------------- | ------------------------- | ----------------- | ----- |
| 2012 | Jorge               | Alemão                    | Igor              | [ 1 ] |
| 2017 |                     |                           |                   |       |

### Coreógrafo
| Ano  | Nome | Ref. |
| ---- | ---- | ---- |
| 2015 |      |      |
| 2017 |      |      |

### Casal de Mestre-sala e Porta-bandeira
| Ano  | Nome                      | Ref.  |
| ---- | ------------------------- | ----- |
| 2012 | Peixinho e Laura Delamare | [ 1 ] |
| 2017 |                           |       |

### Corte de bateria
| Período | Rainha | Madrinha | Ref.  |
| ------- | ------ | -------- | ----- |
| 2012    | Simone |          | [ 1 ] |
| 2017    |        |          |       |

## Carnavais
| Ano                          | Colocação   | Grupo    | Enredo | Carnavalesco  | Intérprete      | Ref.        |
| ---------------------------- | ----------- | -------- | --- | ------------- | --------------- | ----------- |
| 2008                         | Campeã      | B        | |               |                 | [ 2 ]       |
| 2010                         | 4º lugar    | Acesso   | Chegou o carnaval |               |                 | [ 3 ]       |
| 2011                         | Campeã      | Acesso   | Seja branca, preta, amarela ou vermelhinha, ela é sempre ardidinha! A União dos Bairros vem apimentar a avenida, arder a boca e se deliciar com a pimenta |               |                 | [ 4 ] [ 5 ] |
| 2012                         |             | Especial | Morro, de inspiração dos poetas às páginas dos folhetins! A União dos Bairros vem contar uma história e sonhos e realidade                                | Simone Guedes | Henrique Santos | [ 1 ] [ 6 ] |
| Em 2013 não ocorreu desfile. |             |          | |               |                 |             |
| 2014                         | Vice-campeã | Acesso   | |               |                 | [ 8 ] [ 9 ] |
| 2015                         | 3           | Acesso   | |               |                 | [ 10 ]      |
| Em 2016 não ocorreu desfile. |             |          | |               |                 |             |
| 2017                         |             |          | |               |                 |             |

## Títulos
- Campeã do grupo B: 2008
- Campeã do grupo de acesso: 2011